# Szerbiai forgalmi rendszámok

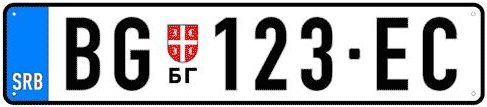
Jelenlegi szerb forgalmi rendszám.

A szerb forgalmi rendszámot 2011. január 1-jétől használják a korábbi jugoszláv típusú rendszámok helyett. Jugoszláviában az 1990-es években a Délszláv háború következtében tagköztársaságainak többsége elnyerte függetlenségét. 2006. június 3-án bomlott föl a korábbi államszövetség: Szerbia és Montenegró, és ezzel létrejött az önálló Szerbia is.
A szerb ábécé latin betűi szerepelhetnek a rendszámokon, kivéve a digráf kapcsolatokat: Lj, Nj és Dž betűket. Tehát 27 fajta betű előfordulása lehetséges. A rendszámtáblákon láthatóak a karakterek cirill betűs átiratai is.

## Történelmi rendszámok

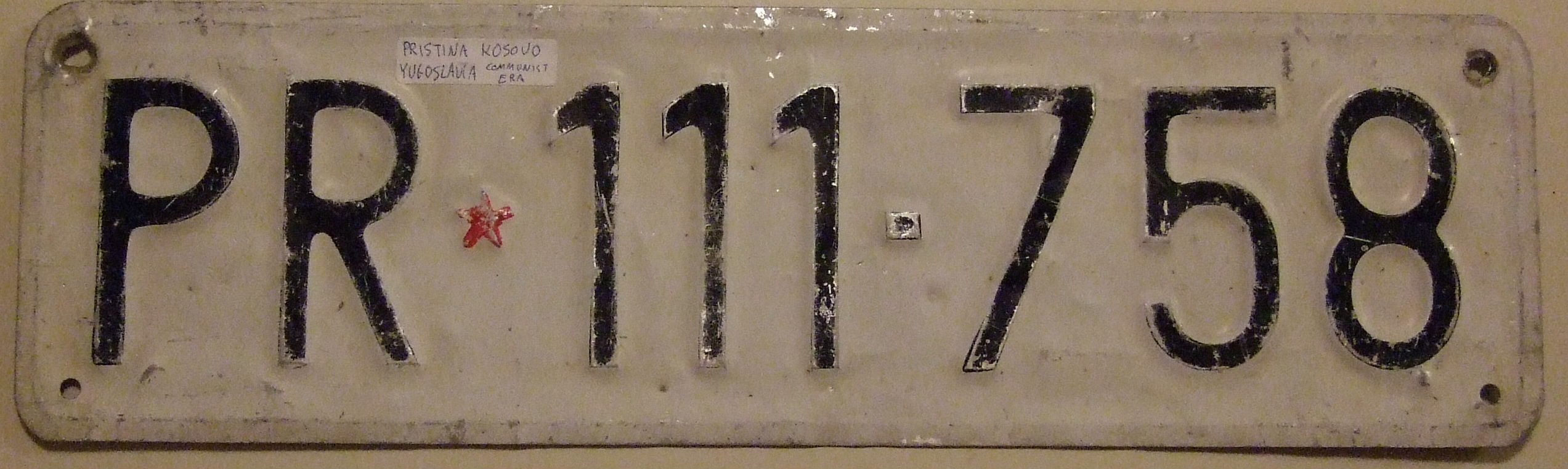
Régi jugoszláv rendszám
PR = Pristina

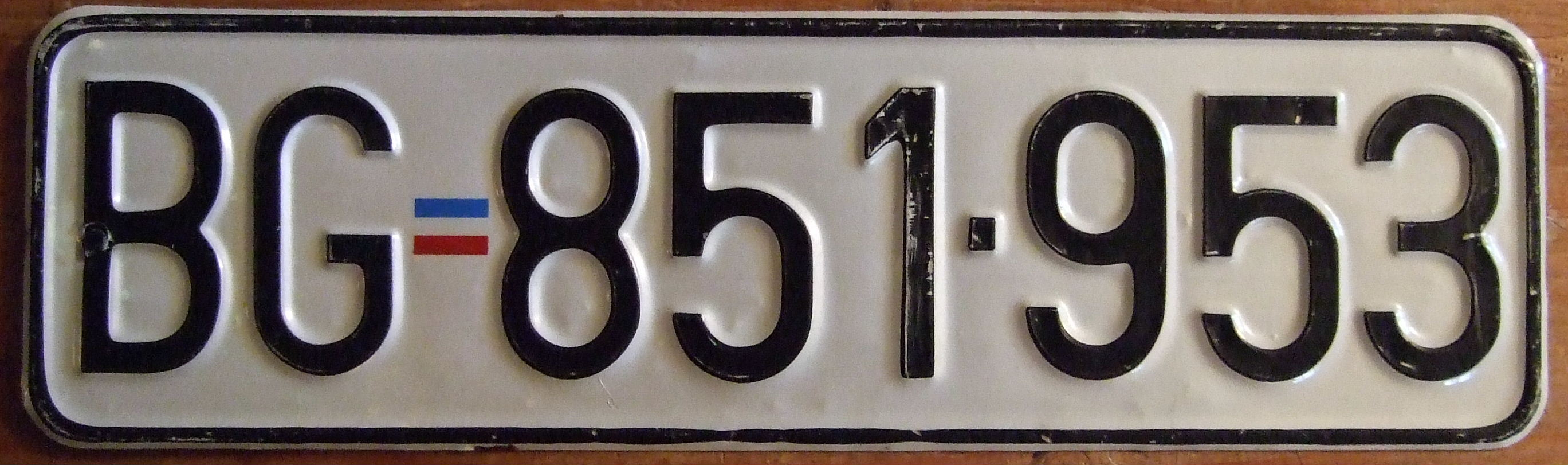
Szerb-montenegrói rendszám
BG = Belgrád

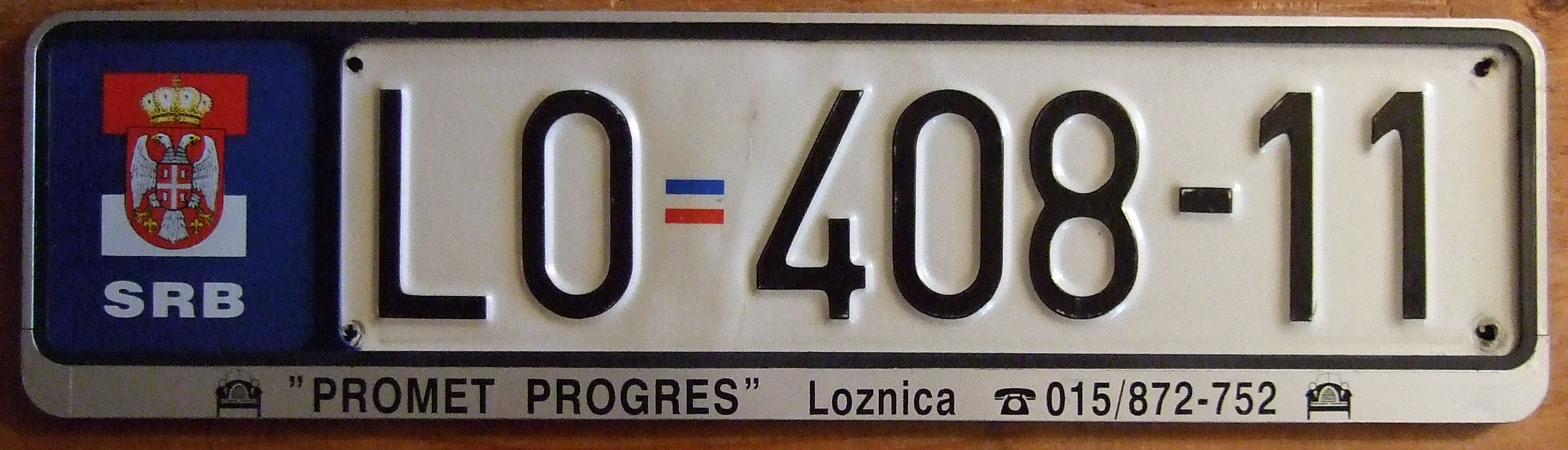
2006-2010 közötti rendszám
LO = Loznica

### Jugoszláv rendszám
Szerbia tulajdonképpen a régi Jugoszláviától utódja, hiszen a Délszláv háború következtében, az államszövetség fölbomlott, Jugoszláv Szövetségi Köztársasággá. Addig a jugoszláv rendszeresített formátum futott az utakon. Általános formája fehér alapon fekete karakterekkel írt, két betű (területjelölő kód) – vörös csillag – két, vagy három számkód – kötőjel – két, vagy három számkód volt (pl.: BG*257-56, BG*256-987). Méretei változóak, de kisebbek, mint a napjainkban használatban lévő rendszámok.
Szerbia területére eső volt jugoszláv területkódok: AR, BG, BO, ČA, DJ, GL, GM, KI, KG, KŠ, KV, LE, LO, NI, NP, NS, PA, PB, PE, PI, PK, PO, PR, PZ, PE, RU, SD, SM, SO, SU, SV, ŠA, TM, TS, TU, UR, VA, VŠ, ZA, ZR.

### 1992-2006 közötti rendszám
1992-ben kikiáltott Jugoszláv Szövetségi Köztársaság (Szerbia és Monenegró államszövetsége) lett Jugoszlávia jogutódja. Az "új" ország rendszáma paramétereiben többnyire megegyezik az jugoszláv örökösével. A vörös csillag helyét a szerb-montengrói zászló vette át.

### 2006-2010 közötti rendszám
Az államszövetség 2006. június 3-án bomlott föl Szerbiára és Montenegróra. Ezt követően a rendszámokba is kisebb változás következett. A rendszám mellé közvetlenül egy szerb zászló került (opcionálisan). Formátuma hasonló volt a jugoszláv és szerb-montegrói elődökhöz. Nagy (szerb) zászló – Két betű (területkód) – kis (szerb-montengrói) zászló – három számkód – kötőjel – két, három számkód. Méreteit tekintve a jugoszláv rendszámokéhoz hasonló.

## Jelenlegi rendszám

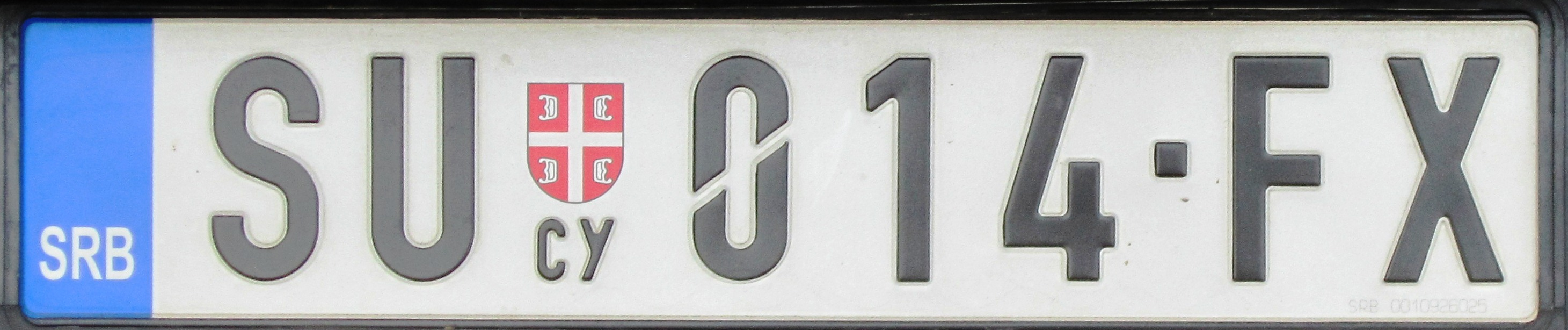
2011-es rendszám
SU = Szabadka

### 2011-es sorozat
A 2011. január 1-jétől bevezetett új rendszám teljesen szakított a régi jugoszláv eredetű rendszámok formátumával.
A rendszámok általános formája a következő: XX  NNN·YY, amelyben XX a község vagy községcsoport latin betűs kódja, az NNN háromjegyű szám, az YY pedig két betű kombinációja.
A tábla bal szélén – az Európai Unió országaiban megszokott módon, ám csillagok nélkül – kék színű sáv található fehér SRB felirattal, ami Szerbia nemzetközi gépkocsijelzése. A rendszámokon szerepel még a szerb kiscímer és a betűkód a cirill ábécé betűivel. A szabvány tábla mérete 520,5×112,9 mm. A hamisítás megnehezítésére fényvisszaverő fóliával látták el és beépítettek egy RFID-csipet is.
Pótkocsikon a karaktercsoportok sorrendje fordított, elöl van az ötkarakteres sorozatszám, aztán a címer, majd a területkód, pl.: AB·123  BG.
A motorkerékpárok rendszáma a standard autós rendszámot követi, de kétsoros és utána ötjegyű sorozatszámmal rendelkezik, melyből mind szám, pl.: AB  01·234.
A mopedrendszámok sárga alapúak, és a felirat két sorban található rajtuk. A rendszám mérete: 105 mm * 130 mm, pl.: AB  012·34.
Taxis rendszámok esetén, a standard rendszámoktól eltérő formátum. Az utolsó két betű kombinációja fix TX, előtte lévő számkombináció, pedig maximum 5 számjegyet tartalmazhat. pl.: BG  12345·TX.

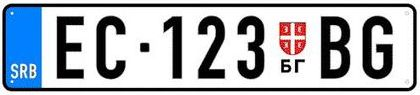
Pótkocsi rendszám
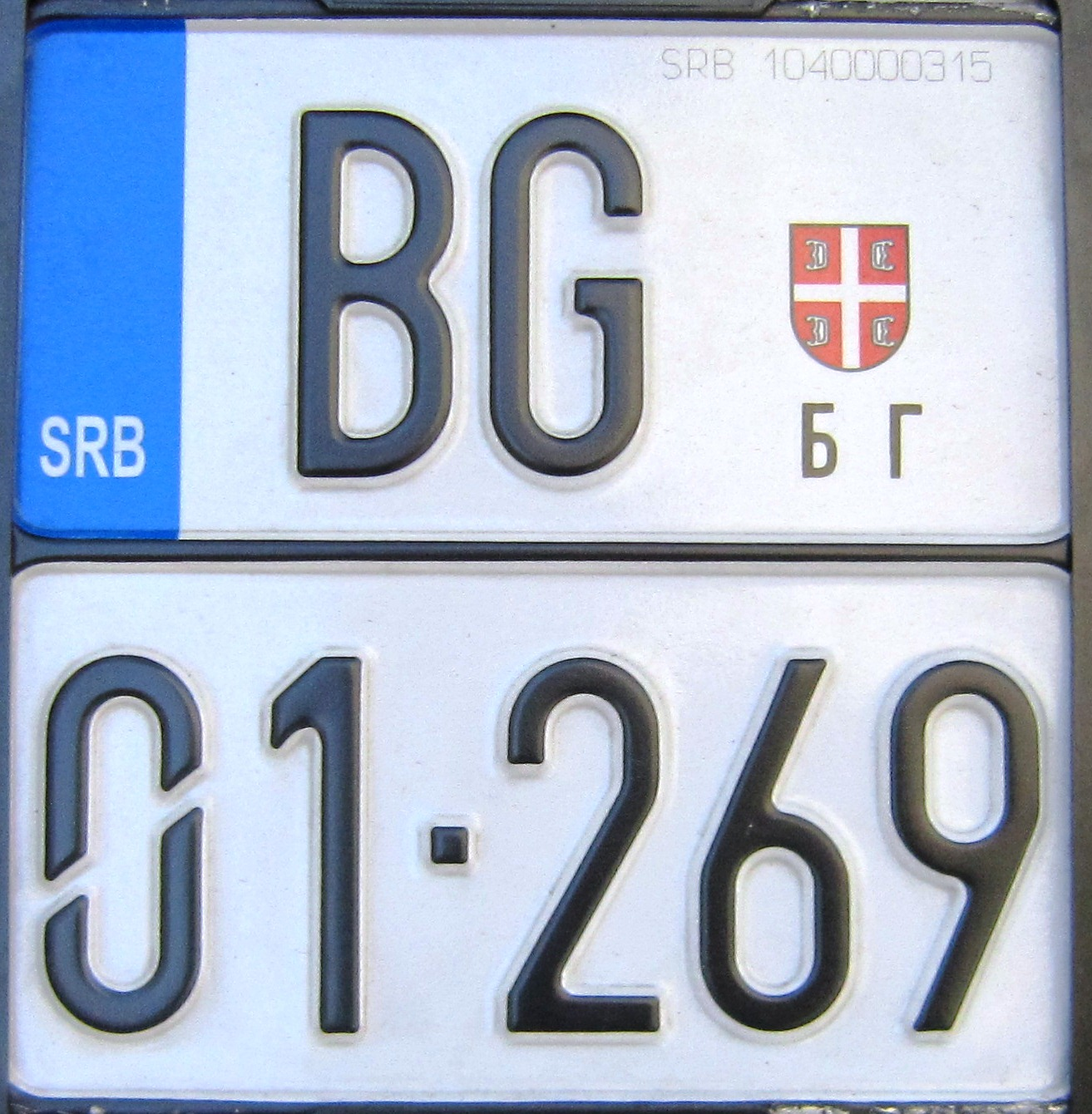
Motorrendszám
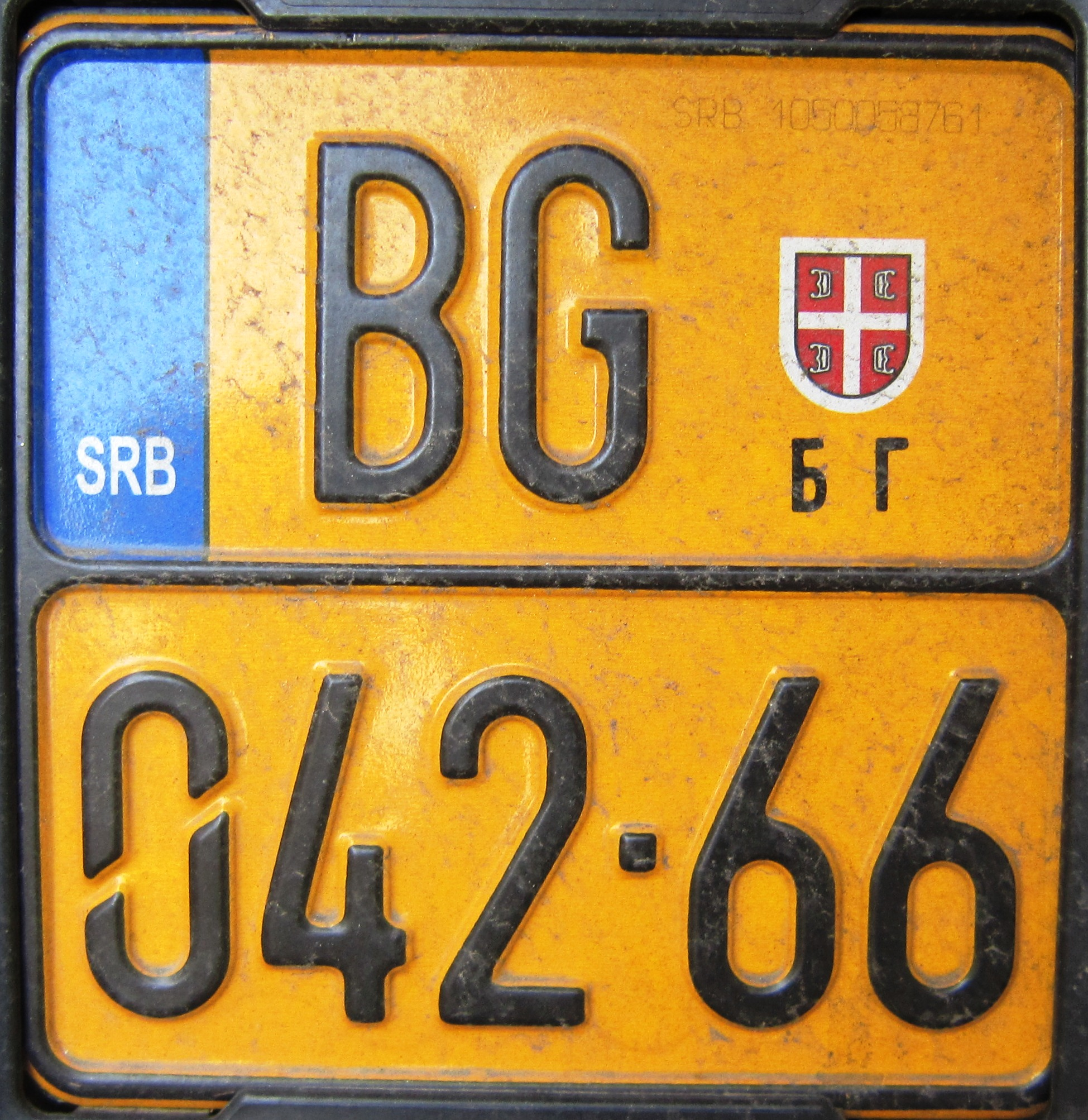
Mopedrendszám
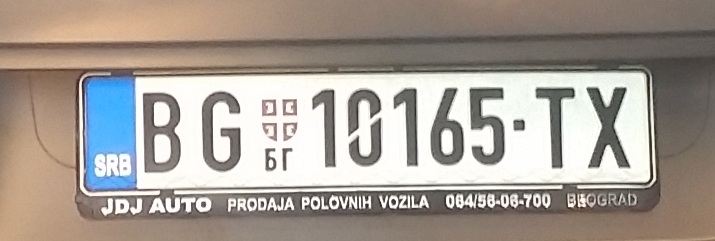
Taxis rendszám

#### Területi betűkódok
A 2011-től bevezetett új szerb rendszámtáblákon első (pótkocsikon utolsó) két karaktere egy területkód. A rendszámon (Koszovót is beleértve) 75-féle kód jelenhet meg, ezek egy-egy községcsoportot jelentenek. Ezek egy vagy több községet jelölnek.
(Sárga színnel a vajdasági, kék színnel a Szerbiában el nem ismert függetlenségű koszovói községek kódjai vannak kiemelve. Zárójelben a szerb név szerepel.)

A szerb forgalmi rendszámok betűkódjainak földrajzi helyzete

| Kód  | Kód  | Központ             | Község(ek) |
| Lat. | Cir. | Központ             | Község(ek) |
| ---- | ---- | ------------------- | --- |
| AC   | АЦ   | Aleksandrovac       | Aleksandrovac |
| AL   | АЛ   | Aleksinac           | Aleksinac |
| AR   | АР   | Aranđelovac         | Aranđelovac |
| BB   | ББ   | Bajina Bašta        | Bajina Bašta |
| BČ   | БЧ   | Bečej               | Óbecse (Bečej) |
| BĆ   | БЋ   | Bogatić             | Bogatić |
| BG   | БГ   | Belgrád             | Belgrád városi kerületei: Barajevo, Čukarica, Grocka, Lazarevac, Mladenovac, Obrenovac, Palilula, Rakovica, Savski venac, Sopot, Óváros (Stari grad), Szurcsin (Surčin), Újbelgrád (Novi Beograd), Voždovac, Vračar, Zimony (Zemun), Zvezdara |
| BO   | БО   | Bor                 | Bor, továbbá Majdanpek község |
| BP   | БП   | Bačka Palánka       | Palánka (Bačka Palanka) |
| BT   | БТ   | Bačka Topola        | Topolya (Bačka Topola) |
| BU   | БУ   | Bujanovac           | Bujanovac |
| ČA   | ЧА   | Čačak               | Čačak |
| ĆU   | ЋУ   | Ćuprija             | Ćuprija |
| ĐA   | ЂА   | Đakovica            | Đakovica, továbbá Dečani község |
| DE   | ДЕ   | Despotovac          | Despotovac |
| GL   | ГЛ   | Gnjilane            | Gnjilane, továbbá Kosovska Kamenica, Novo Brdo és Vitina községek |
| GM   | ГМ   | Gornji Milanovac    | Gornji Milanovac |
| IC   | ИЦ   | Ivanjica            | Ivanjica |
| IN   | ИН   | India               | India (Inđija) |
| JA   | ЈА   | Jagodina            | Jagodina, továbbá Rekovac község |
| KA   | КА   | Kanjiža             | Magyarkanizsa (Kanjiža) |
| KG   | КГ   | Kragujevac          | Kragujevac, továbbá Batočina, Knić, Lapovo és Rača községek |
| KI   | КИ   | Kikinda             | Nagykikinda (Kikinda), továbbá Csóka (Čoka) és Törökkanizsa (Novi Kneževac) községek |
| KL   | КЛ   | Kladovo             | Kladovo |
| KM   | КМ   | Kosovska Mitrovica  | Kosovska Mitrovica, továbbá Leposavić, Srbica, Vučitrn, Zubin Potok és Zvečan községek |
| KO   | КО   | Kevevára            | Kevevára (Kovin) |
| KŠ   | КШ   | Kruševac            | Kruševac, továbbá Brus, Ćićevac és Varvarin községek |
| KV   | КВ   | Kraljevo            | Kraljevo |
| KŽ   | КЖ   | Knjaževac           | Knjaževac |
| LB   | ЛБ   | Lebane              | Lebane |
| LE   | ЛЕ   | Leskovac            | Leskovac, továbbá Bojnik, Crna Trava és Medveđa községek |
| LO   | ЛО   | Loznica             | Loznica |
| LU   | ЛУ   | Lučani              | Lučani |
| NG   | НГ   | Negotin             | Negotin |
| NI   | НИ   | Niš                 | Niš, továbbá Doljevac, Gadžin Han, Merošina, Ražanj és Svrljig községek |
| NP   | НП   | Novi Pazar          | Novi Pazar, továbbá Sjenica és Tutin községek |
| NS   | НС   | Novi Sad            | Újvidék (Novi Sad), továbbá Bács (Bač), Belcsény (Beočin), Karlóca (Sremski Karlovci), Petrőc (Bački Petrovac), Szenttamás (Srbobran), Temerin, Titel és Zsablya (Žabalj) községek                                                            |
| NV   | НВ   | Nova Varoš          | Nova Varoš |
| PA   | ПА   | Pančevo             | Pancsova (Pančevo), továbbá Alibunár (Alibunar), Antalfalva (Kovačica) és Ópáva (Opovo) községek |
| PB   | ПБ   | Priboj              | Priboj |
| PE   | ПЕ   | Peć                 | Peć, továbbá Istok és Klina községek |
| PI   | ПИ   | Pirot               | Pirot, továbbá Babušnica, Bela Palanka és Dimitrovgrad községek |
| PK   | ПК   | Prokuplje           | Prokuplje |
| PN   | ПН   | Paraćin             | Paraćin |
| PO   | ПО   | Požarevac           | Pozsarevác (Požarevac), továbbá Galambóc (Golubac), Kučevo, Malo Crniće, Veliko Gradište, Žabari és Žagubica községek |
| PP   | ПП   | Prijepolje          | Prijepolje |
| PR   | ПР   | Pristina            | Pristina (Priština) |
| PT   | ПТ   | Petrovac            | Petrovac na Mlavi |
| PZ   | ПЗ   | Prizren             | Prizren |
| PŽ   | ПЖ   | Pozsega             | Pozsega |
| RA   | РА   | Raška               | Raška |
| RU   | РУ   | Ruma                | Árpatarló (Ruma), továbbá Pecsince (Pećinci) és Ürög (Irig) községek |
| SA   | СА   | Senta               | Zenta (Senta), továbbá Ada község |
| SC   | СЦ   | Surdulica           | Surdulica |
| SD   | СД   | Smederevo           | Szendrő (Smederevo) |
| SJ   | СЈ   | Sjenica             | Sjenica |
| SM   | СM   | Sremska Mitrovica   | Szávaszentdemeter (Sremska Mitrovica) |
| SO   | СО   | Sombor              | Zombor (Sombor), továbbá Apatin, Hódság (Odžaci) és Kúla (Kula) községek |
| SP   | СП   | Smederevska Palanka | Smederevska Palanka |
| ST   | СТ   | Stara Pazova        | Ópazova (Stara Pazova) |
| SU   | СУ   | Subotica            | Szabadka (Subotica), továbbá Kishegyes (Mali Iđoš) község |
| SV   | СВ   | Svilajnac           | Svilajnac |
| ŠA   | ША   | Šabac               | Szabács (Šabac) |
| ŠI   | ШИ   | Šid                 | Sid (Šid) |
| TO   | ТО   | Topola              | Topola |
| TS   | ТС   | Trstenik            | Trstenik |
| TT   | ТT   | Tutin               | Tutin |
| UB   | УБ   | Ub                  | Ub |
| UE   | УЕ   | Užice               | Užice |
| UR   | УР   | Uroševac            | Uroševac |
| VA   | ВА   | Valjevo             | Valjevo, továbbá Lajkovac, Ljig, Mionica és Osečina községek |
| VB   | ВБ   | Vrnjačka Banja      | Vrnjačka Banja |
| VL   | ВЛ   | Vlasotince          | Vlasotince |
| VP   | ВП   | Velika Plana        | Velika Plana |
| VR   | ВР   | Vranje              | Vranje, továbbá Bosilegrad, Preševo, Surdulica, Trgovište és Vladičin Han községek |
| VS   | ВС   | Vrbas               | Verbász (Vrbas) |
| VŠ   | ВШ   | Vršac               | Versec (Vršac), továbbá Fehértemplom (Bela Crkva) és Zichyfalva (Plandište) községek |
| ZA   | ЗА   | Zaječar             | Zaječar, továbbá Boljevac és Sokobanja községek |
| ZR   | ЗР   | Zrenjanin           | Nagybecskerek (Zrenjanin), továbbá Begaszentgyörgy (Žitište), Magyarcsernye (Nova Crnja), Torontálszécsány (Sečanj) és Törökbecse (Novi Bečej) községek                                                                                       |

## Speciális formátumok
A normál rendszámok mellett Szerbiában is található számos különleges, speciális rendeltetésű rendszám is, melyek a következők:

### Mezőgazdasági

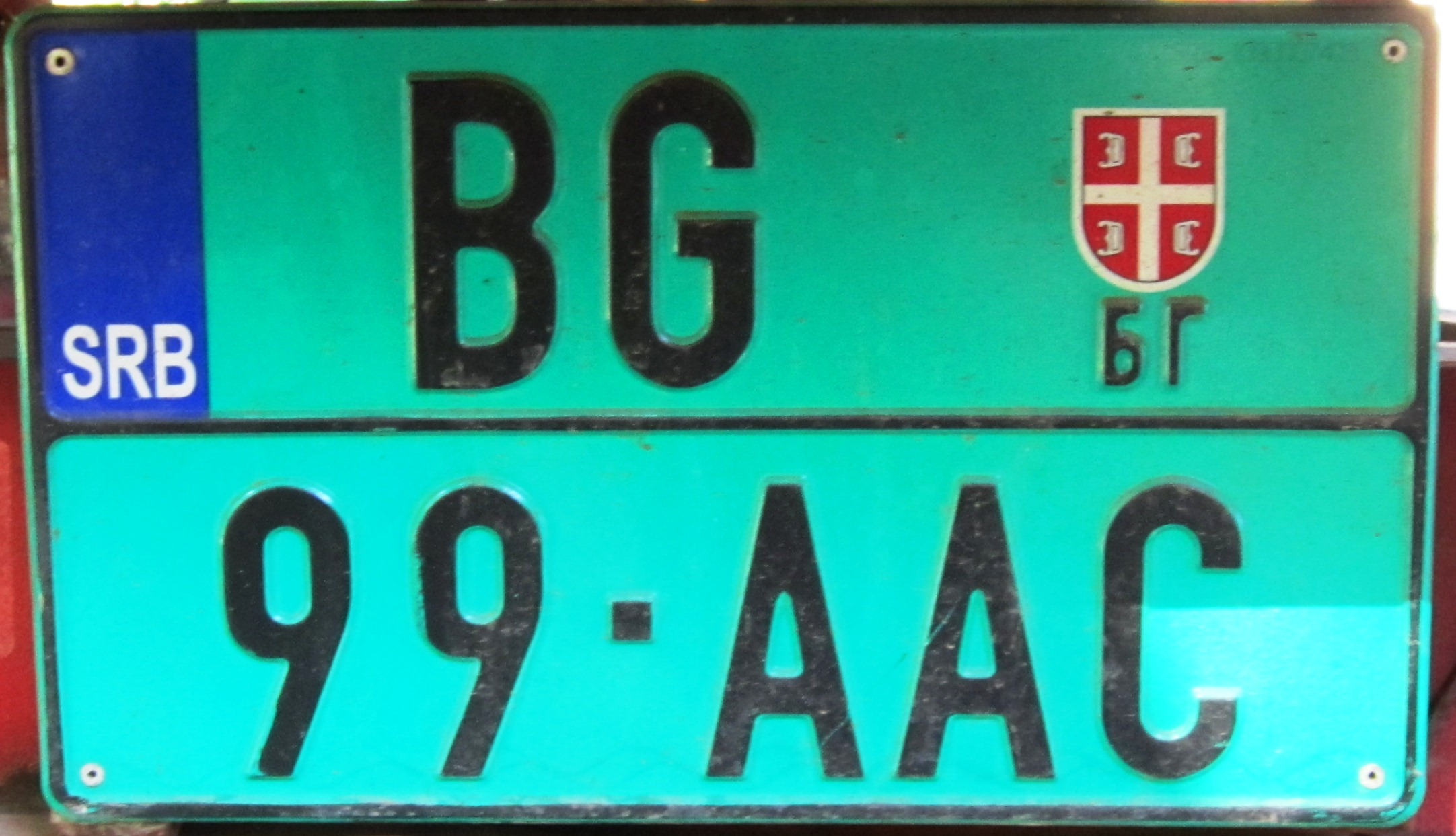
Mezőgazdasági rendszám

A rendszám zöld alapon fekete karakterekkel írt, a felső sorban két latin betűs területkód, alatta egy kétjegyű szám, háromjegyű betűkombináció, fekete kerettel, pl.: BG  AB·012.
Méretei: 340 mm * 220 mm.

### Rendőrségi

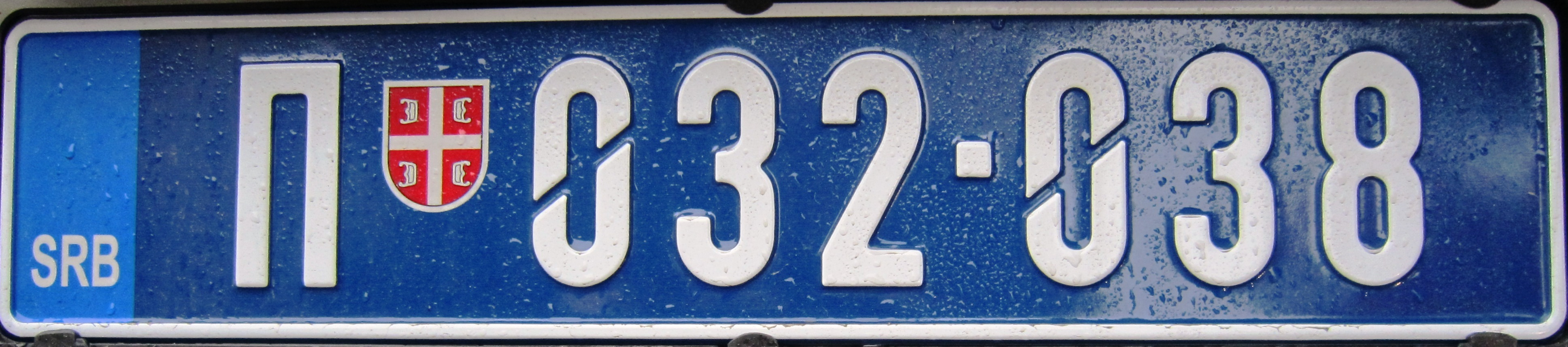
Rendőrségi rendszám

A jelenleg használt rendszámok lényegében megegyeznek a normál formátumúakkal, azzal a különbséggel, hogy a háttérszín kék, a karakterek fehér színűek, valamint a területkód helyett fix P betűt, cirill betűs átírással П (Полиција) használnak, utána három-három szám következik a rendszámon, pl.: П  012·345.

### Diplomáciai

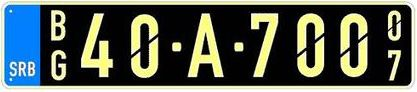
Diplomata rendszám
40 = Németország (BG = Belgrád)

A rendszám fekete alapon sárga, vagy sárga alapon fekete karakterekkel írt. Formátuma: városjelölő két kisbetű (egymás alatt) –  maximum három szám (országkód) – diplomáciai kód – három szám, fekete vagy sárga kerettel. Méretei megegyeznek a normál rendszáméival, és 2011 óta a kék sáv is megtalálható a bal oldalon. pl. BG 14·A·700 19
A fekete alapú rendszámok diplomáciai védettséggel rendelkező járműveket jelöl, míg a sárga alap, a technikai és adminisztratív személyzetet jelöli.
A diplomáciai kód a következő lehet:
- A – Diplomáciai/Konzulátusi testület tagja (Ambassador)
- M – Diplomáciai képviselet dolgozója (Mission staff)
- P – Külföldi kulturális képviselet/média tagja (Press)
- E – Külföldi gazdasági társaság képviselője (Economy)

Számkódok táblázata:
| Kód | Ország              | Kód | Ország           | Kód | Ország                          |
| --- | ------------------- | --- | ---------------- | --- | ------------------------------- |
| 10  | Oroszország         | 43  | Svájc            | 89  | Indonézia                       |
| 11  | Ukrajna             | 44  | Ausztria         | 90  | Szíria                          |
| 12  | Lengyelország       | 47  | Görögország      | 91  | Libanon                         |
| 14  | Magyarország        | 48  | Törökország      | 92  | Tunézia                         |
| 15  | Románia             | 50  | Szlovénia        | 93  | Marokkó                         |
| 16  | Bulgária            | 51  | Guinea           | 94  | Ghána                           |
| 17  | Albánia             | 53  | Pakisztán        | 98  | Irak                            |
| 18  | Csehország          | 54  | Srí Lanka        | 99  | Kongói Demokratikus Köztársaság |
| 19  | Észak-Macedónia     | 55  | Fehéroroszország | 101 | Európai Unió                    |
| 20  | Izrael              | 62  | Nigéria          | 102 | UNWFP                           |
| 21  | Angola              | 63  | Kanada           | 104 | ECPD                            |
| 22  | Szlovákia           | 64  | Argentína        | 105 | EAR                             |
| 23  | Bosznia-Hercegovina | 65  | Brazília         | 105 | SEED                            |
| 24  | Horvátország        | 66  | Mexikó           | 111 | OSCE                            |
| 25  | Palesztina          | 70  | UNDP             | 118 | ICRC                            |
| 26  | Portugália          | 70  | UNICEF           | 119 | IOM                             |
| 29  | Ciprus              | 71  | Ecuador          | 120 | IFRC                            |
| 30  | Egyesült Királyság  | 72  | Kuba             | 121 | ICTY                            |
| 31  | Dél-Korea           | 76  | Peru             | 122 | ENSZ                            |
| 32  | Finnország          | 77  | UNHCR            | 123 | UNHCR                           |
| 33  | Svédország          | 78  | Ausztrália       | 125 | EBRD                            |
| 34  | Norvégia            | 79  | Líbia            | 127 | Európai Tanács                  |
| 35  | Dánia               | 80  | Algéria          | 128 | IFC                             |
| 36  | Hollandia           | 81  | Egyiptom         | 129 | Világbank                       |
| 37  | Belgium             | 82  | Zimbabwe         | 130 | ?                               |
| 38  | Spanyolország       | 83  | Irán             | 136 | ENSZ                            |
| 39  | Franciaország       | 84  | India            | 137 | Malajzia                        |
| 40  | Németország         | 85  | Mianmar          | 138 | ICMP                            |
| 41  | Olaszország         | 86  | Japán            | 141 | Montenegró                      |
| 42  | Vatikán             | 88  | Kína             | 144 | USA                             |

## Külső hivatkozások
- Szerb rendszámok a Plates.Gaja.hu-n
- Szerb rendszámok a PlatesMania.com-on
- Szerb rendszámok a License Plates of the World oldalon
- Szerb rendszámok a PlatesPortalon